# Мигел Торга
Адолфо Корея да Роха, известен с псевдонима си Мигел Торга, е сред най-големите португалски писатели на XX век, смятан от някои за най-значимия португалски поет на XX век.

## Биография
- 1919 г.: емигрира за Бразилия за да работи във фермата на чичо си. Едновременно учи в местното училище, където се проявява като надарен ученик.
- 1925 г.: с убеждението, че трябва да следва медицина, се връща в Португалия, като чичо му предлага да поеме издръжката му като награда за 5-годишното му служба при него.
- 1928 г.: приет е в Медицинския факултет на Университета на Коимбра и публикува първата си книга с поеми: Неспокойство.
- 1933 г.: завършва медицина, междувременно издава книгата Височини.
- 1936 г.: пътува из Европа, установява се като доктор в Лейрия, от където по-късно се мести в Коимбра
- 1939 г.: като опозиционер на режима на Салазар прекарва 3 месеца в затвора. Отново е арестуван няколко пъти.
- 1940 г.: жени се за Андре Краб, белгийска студентка, учила през лятото португалски в Коимбра. Имат дъщеря.